# Армянський історико-краєзнавчий музей
Армянський краєзнавчий музей — краєзнавчий музей у місті Армянськ (АРК, Україна); зібрання матеріалів та об'єктів з історичного та культурного розвитку міста, Перекопського краю, Північного Криму та про персоналії, які з ними пов'язані. Музей є культурно-освітньою та науково-дослідною установою, основне призначення якої полягає у вивченні, збереженні і використанні пам'яток природи, матеріальної і духовної культури, популяризації здобутків національної і світової історико-культурної спадщини.

## Історія
Історико-краєзнавчий музей м. Армянська створено на базі громадського музею бойової і трудової слави рішенням виконкому Армянської міської Ради народних депутатів від 27.05.1994 р. № 84. У 2018 р. окупаційна влада змінила назву закладу на Муніципальну бюджетну установу «Історико-краєзнавчий музей» міста Армянська Республіки Крим.
Кількість експонатів — 7683. Штатна чисельність — 6,75 одиниць. Фінансується з місцевого бюджету..

## Опис
У музеї працюють зали: історії Армянська, зал Слави (історії Громадянської та Другої світової воєн, війни в Афганістані), історії заводу «Кримський ТИТАН», зал Природи, виставковий зал. Значне місце в експозиціях музею займає розділ «Наші земляки». Потійні експозиції: «Перекопський вал розповідає», «Афганістан: як це було», «Катерина II і Крим», «Суворов і Армянськ», «Пушкін і Армянськ» та ін. Експозиції музею відображають природничу історію краю та історію Армянська. Саме це є основою, на якій будується культурно-просвітницька робота.
У музеї проводяться як оглядові, так і тематичні екскурсії, екскурсії-уроки, наукові конференції, засідання круглих столів, презентації книжок місцевих поетів, письменників, зустрічі зі старожилами, з колишніми репресованими, з воїнами-афганцями. Експонуються персональні виставки місцевих художників, зразків народної творчості, фото-виставки, засідання аматорських об'єднань тощо.
Музей співпрацює з національними громадами та національно-культурними центрами міста, з Радою ветеранів війни, праці та військової служби. У музеї стали традиціями зустрічі з родичами ветеранів Другої світової війни, визволителів міста. Музей бере активну участь у проведенні фестивалів міжнаціональної дружби «Вірменський базар» і «Чумацький шлях», «Сходинки майстерності».

## Досягнення
- 2005 р. — 1-е місце у Республіканському огляді-конкурсі громадських музеїв на кращу організацію роботи з висвітлення подій Великої Вітчизняної війни, виховання молоді.
- 2007 р. — музей посів I місце в Республіканському конкурсі громадських музеїв на кращу роботу з краєзнавства.
- 2008 р. — музей взяв участь у I-му Всеукраїнському конкурсі громадських музеїв і посів I місце в номінації «Історія рідного краю».
- 2008 р. — директорку музею Варшавську Л. А.занесено на Республіканську Дошку Пошани.
- 2009, 2010, 2012 р. — Гран-Прі серед громадських музеїв Автономної Республіки Крим.
- 2010 р. — 2 виставки музею стали дипломантами фестивалю «Кримський урожай»
- 2011 р. — колектив музею занесено на міську Дошку Пошани.
- 2011 р. — за результатами Республіканського конкурсу музеїв Криму «Кращий музей, що діє на громадських засадах», музей посів I місце серед музеїв Автономної Республіки Крим[4].

## Окупація
В часи російської окупації музей перетворився на майданчик пропаганди «русского міра».